# ريكاردو كاسترو
ريكاردو كاسترو (بالإسبانية: Ricardo Castro Beeche)‏ (و. 1894 – 1967 م) هو سياسي، وصحفي، ومحامي، من كوستاريكا، ولد في سان خوسيه، كوستاريكا، توفي في البحر الكاريبي، عن عمر يناهز 73 عاماً، بسبب plane crash.

## جوائز
حصل على جوائز منها:
- جائزة  ماريا مورس كابوت [الإنجليزية]‏ (1959).